# 古部町 (岡崎市)
古部町（こぶちょう）は愛知県岡崎市大平地区の町名。丁番を持たない単独町名であり、6つの小字が設置されている。

## 地理
岡崎市の地理的中央部に位置する。住宅地は南西部の河川沿岸に形成されて、その他の地域は基本的に森林である。

### 小字
- 字古屋敷（こやしき）
- 字竹ノ花（たけのはな）
- 字燈明（とうみょう）
- 字西河（にしかわ）
- 字峯田（みねた）
- 字谷下入（やげいり）

## 世帯数と人口
2019年（令和元年）5月1日現在の世帯数と人口は以下の通りである。
| 町丁   | 世帯数 | 人口  |
| ------ | ------ | ----- |
| 古部町 | 32世帯 | 104人 |

### 人口の変遷
国勢調査による人口の推移
| 1995年（平成7年）  | 104人 | [ 5 ] |  |
| 2000年（平成12年） | 119人 | [ 6 ] |  |
| 2005年（平成17年） | 114人 | [ 7 ] |  |
| 2010年（平成22年） | 110人 | [ 8 ] |  |
| 2015年（平成27年） | 112人 | [ 9 ] |  |

## 小・中学校の学区
市立小・中学校に通う場合、学区は以下の通りとなる。
| 番・番地等 | 小学校             | 中学校             |
| ---------- | ------------------ | ------------------ |
| 全域       | 岡崎市立生平小学校 | 岡崎市立河合中学校 |

## 歴史
額田郡蓬生町を前身とする。
1889年10月1日に新設合併で茅原沢村、岩戸村、古部村、才熊村、秦梨村、須淵村、生平村、切越村、蓬生村が合併し、河合村となった。そして1955年2月1日に岩津町、福岡町、本宿村、山中村、藤川村、竜谷村、河合村、常磐村の残部が岡崎市に編入された。

## 交通
- 林道古部才栗線

## 施設
- 須佐之男神社
- 東泉寺

## その他

### 日本郵便
- 郵便番号 : 444-3331[3]（集配局：岡崎郵便局[11]）。

## 参考資料
- 「角川日本地名大辞典」編纂委員会 編『角川日本地名大辞典 23 愛知県』角川書店、1989年3月8日。ISBN 4-04-001230-5。
- 有限会社平凡社地方資料センター 編『日本歴史地名体系第23巻 愛知県の地名』平凡社、1981年。ISBN 4-582-49023-9。